# Památník Bojovníka s povodní
Památník Bojovníka s povodní, polsky Pomnik Powodzianina a česky také např. jako Památník záchranáře při povodni, je exteriérový pomník/socha ve městě Nowa Sól v okrese Nowa Sól v Lubušském vojvodství v západním Polsku. Nachází se také chodníku slávy Nowosolska Aleja Gwiazd, pod vyhlídkou Harcerska Górka, v místním přístavu na levém břehu řeky Odra v mezoregionu Pradolina Głogowska a v Dolním Slezsku.

## Historie a popis
Památník Bojovníka s povodní je bílá bronzová socha muže - záchranáře, která připomíná povodeň na Odře 1997 (Powódź tysiąclecia). Symbolicky znázorňuje hrdinský postoj místních obyvatel, kteří svým aktivním zodpovědným přístupem a nadšením pomohli z velké části zachránit město před tragickými následky přicházející povodňové vlny. Podobně jako místní obyvatelé, je muž - záchranář ztvárněn v běžném oblečení a při kladení pytlů s pískem, které se používají k tvorbě protipovodňových hrází. Muž klečí na pravé noze, levá ruka svírá konec pytle naplněného pískem, pravá ruka je zvednutá nad obočí a muž s obavami vyhlíží stoupající povodňovou vlnu na řece.  Autorem pomníku, který byl slavnostně odhalem u příležitosti 10. výročí povodně dne 16. července 2007, je místní umělec Mirosław Górski. Socha je umístěna na soklu ve tvaru kvádru s umístěnou pamětní deskou.

### Citát na pamětní desce
| „ | MIESZKAŃCOM NOWEJ SOLI W 10. ROCZNICĘ OBRONY MIASTA PRZEZ WIELKĄ POWODZIĄ W 1997 R. NOWA SÓL, 16.07.2007 R. | OBYVATELŮM NOWÉ SOLI K 10. VÝROČÍ OBRANY MĚSTA PŘED VELKOU POVODNÍ V ROCE 1997. NOWA SÓL, 16.07.2007. | “ |

## Další informace
Dílo je celoročně volně přístupné a nachází se u levobřežní Cyklistické trasy řeky Odry a dalších cyklistických stezkách.

## Galerie

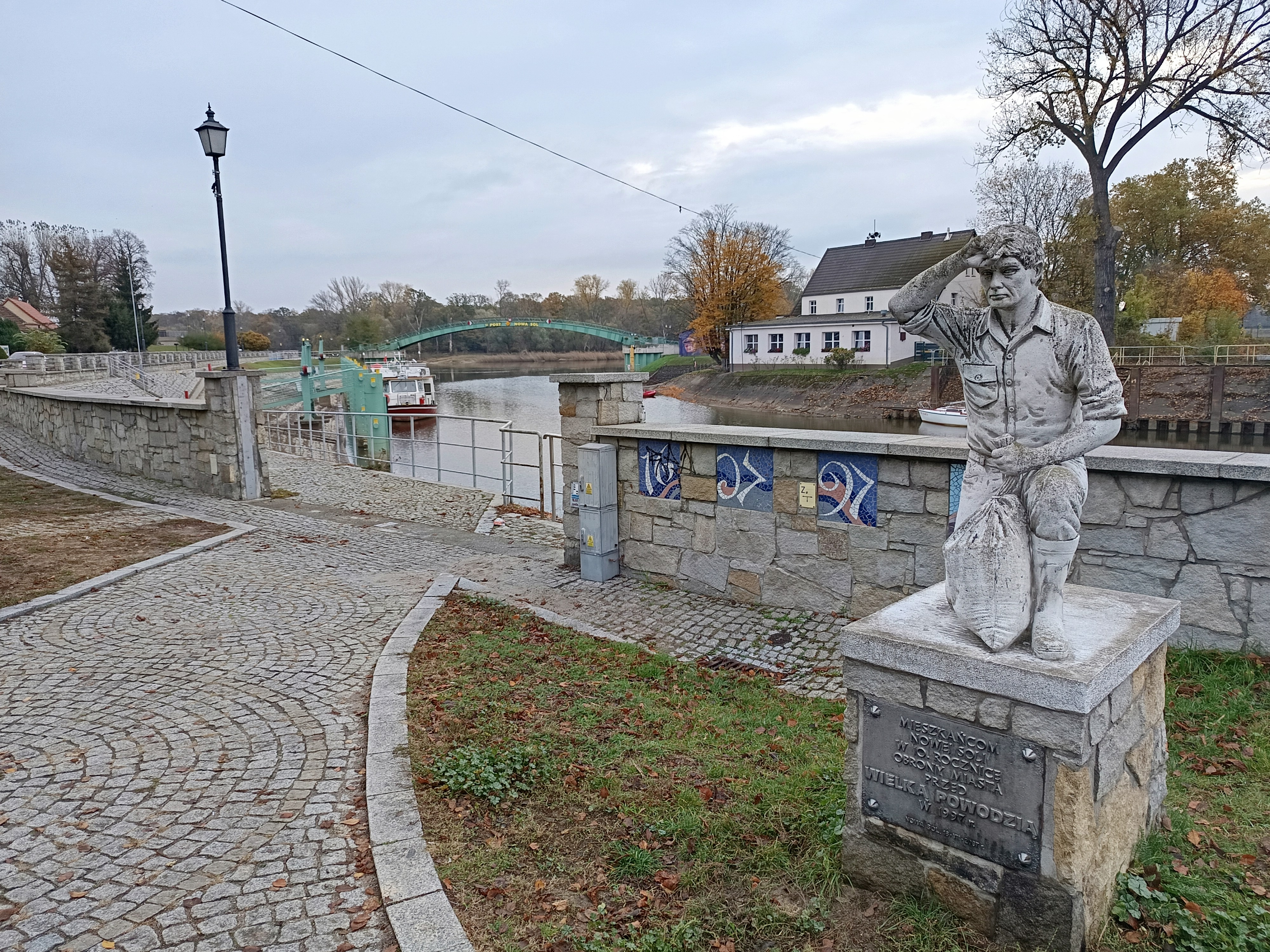
Pohled na sochu s panoramatem řeky Odry
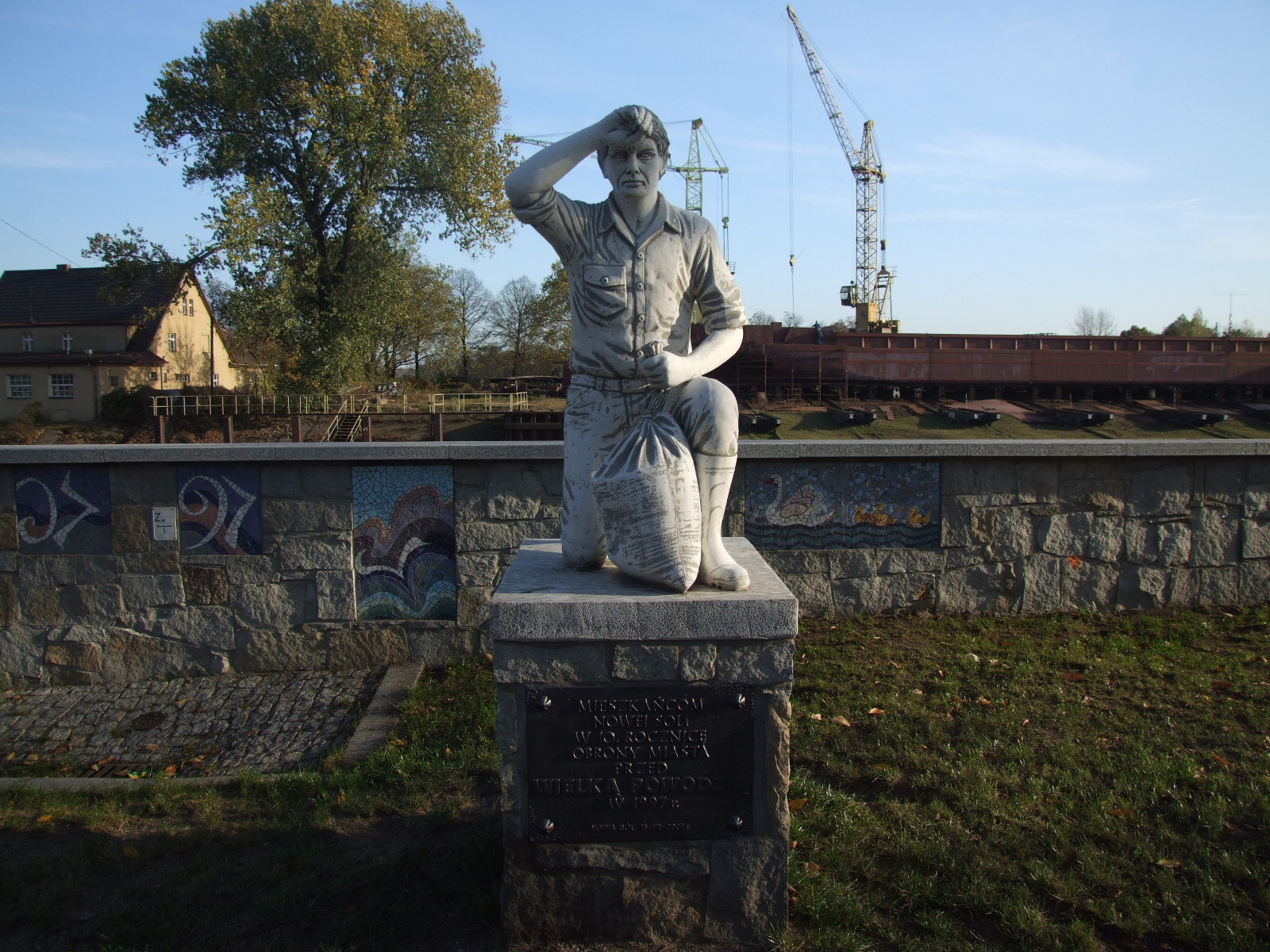
Čelní pohled na dílo